# Frevel
Frevel (ahd. fravili „Kühnheit“) bezeichnet seit dem Mittelalter Übermut, Gewalt[taten] oder bösen Willen. Wer ihn begeht, frevelt (ist ein Frevler).

## Etymologie
Das Hauptwort „Frevel“ leitet sich von einem untergegangenen Adjektiv frevel ab. Die weitere Etymologie ist unklar.
In Zusammensetzungen wie Waldfrevel wird deutlich, dass es auch die Bedeutung von bös- und mutwilligem Übergriff besitzt.

## In der Religion
Frevel in der Religion ist die Schändung des Heiligen. Im kirchlichen Bereich gilt derjenige als Frevler, der sich gegen das Eigentum und die Personen der Kirche vergeht und die – insbesondere in der katholischen Kirche – kirchlichen Glaubensgrundsätze missachtet. Die Religion verwendet hier den Begriff Sünde.

## In der Jurisprudenz
In der deutschen Rechtsgeschichte des Mittelalters unterschied man zwischen dem „Frevel“ (Schandtaten gegen etwas Geheiligtes, die es in die Welt des Profanen herabziehen) und dem „Ungericht“ (die schwerste Art von Vergehen).
Der Frevel konnte gesühnt werden, z. B. durch Opfer oder Strafen wie Züchtigung und Haarabschneiden. Ungericht wurde durch Verstümmelung oder Hinrichtung geahndet.

## Soziologie
Anknüpfend an seine Unterscheidung von „Gemeinschaft“ und „Gesellschaft“ hat Ferdinand Tönnies in seinen kriminalsoziologischen Schriften zwischen den Normaltypen des „Frevlers“ als Verbrechers gegen die „Gemeinschaft“ (z. B. durch Eifersuchtsmord) und des „Gauners“ als Verbrechers gegen die „Gesellschaft“ unterschieden.